# سمعان الأبرص
سمعان الأبرص هو إحدى الشخصيات التي ذكرت في العهد الجديد خصوصًا في الأناجيل السينوبتية، حيث ورد ذكره في إنجيل متى وفي إنجيل مرقس.
يروي الإنجيلان، كيف زار يسوع المسيح بيت سمعان الأبرص الواقع في بلدة بيت عنيا قرب القدس، وخلال الزيارة دهنت مريم اخت لعازر قدمي يسوع بطيوب وعطور ثمينة، وكان بين الحضور مرثا، ولعازر وقد أقيمت هذه الوليمة، وفق إنجيل يوحنا قبل ست أيام فقط من عيد الفصح الذي شهد صلب المسيح وموته حسب المعتقدات المسيحية؛ هناك عدد من الاختلافات بين القصة المذكورة في إنجيل متى وإنجيل مرقس والقصة المذكورة في إنجيل يوحنا وليس من السهل التوفيق بين القصتين، لذلك اعتقد البعض أنه قد تكون الحادثة المذكورة في إنجيل يوحنا هي غير تلك الموجودة لدى كلٍ من متى ومرقس.
من غير المعروف سبب نعت سمعان الأبرص بهذه الصفة، إذ كان الأبرص ينبذ من المجتمع وينفى إلى البرية، وقد افترد بعض المفسرون أن المسيح قد يكون شفى سمعان من البرص، الأمر الذي لا تذكره أي من الأناجيل؛ في حين يفترض البعض أن سمعان الأبرص ولعازر هما الشخص نفسه، ولا سبيل للتحقق من هذا الأمر أيضًا.
وفقًا لبعض المعتقدات المسيحية الشعبية، أي غير المثبتة من قبل السلطات الكنسية، فقد سافر سمعان الأبرص بعد قيامة يسوع إلى فرنسا حيث استقر في منطقة قريبة من مصب نهر الرون مع كل من لعازر ومريم أخته ومرثا، وقد عدّوا في التابعين المقربين للمسيح.